# 罗韦雷-德拉卢纳
罗韦雷-德拉卢纳（義大利語：Roveré della Luna），是意大利特伦托自治省的一个市镇。总面积10平方公里，人口1581人，人口密度158.1人/平方公里（2009年）。ISTAT代码为022160。